# Herb Lubienia Kujawskiego
Herb Lubienia Kujawskiego – jeden z symboli miasta Lubień Kujawski i gminy Lubień Kujawski w postaci herbu. Wizerunek herbowy pochodzi z XVIII wieku.

## Wygląd i symbolika
Herb przedstawia na czerwonej tarczy herbowej ceglaną bramę forteczną barwy srebrnej z trzema basztami tej barwy, pokrytymi stożkowatymi dachami barwy błękitnej. Dwie baszty znajdują się po obu stronach bramy, jedna - nad łukiem bramy. W otwartej bramie stoi gryf barwy złotej, skierowany w prawą stronę. Każda baszta posiada jedno okno łukowe.